# Espejismos (álbum de Skay Beilinson)
Espejismos es el octavo álbum de estudio del músico de rock argentino Skay Beilinson, ex guitarrista y fundador de Patricio Rey y sus Redonditos de Ricota. Consta de 10 canciones, lanzadas durante los años 2020 y 2022. La mayor parte de ellos fueron grabados durante la pandemia de COVID-19. Es el álbum posterior al titulado En el corazón del laberinto (2019). En este álbum debutan como cuarteto tras la salida de Javier Lecumberry. Es en este nuevo trabajo que Eduardo Beilinson se enfoca en el sonido de su banda anterior. El disco fue lanzado el 2 de noviembre de 2023 bajo el sello discográfico Ultrapop Records. El arte de tapa fue hecho por Rocambole, autor de todas las tapas de los discos de Skay Beilinson y su banda anterior (exceptuando Cordero Atado). Su gira dio inicio el 4 de noviembre de 2023 en Montevideo, misma ciudad en la que comenzó la presentación de su quinto disco La luna hueca.

## Lista de canciones
Todas las canciones fueron compuestas por Skay Beilinson.
1. «La trama invisible» (3:46)
2. «Carrousel» (2:54)
3. «Un fugaz resplandor» (3:07)
4. «Palomas y escaleras» (3:07)
5. «Inventario» (2:42)
6. «El candor de las bestias» (3:13)
7. «Otras puertas, otros mundos» (2:28)
8. «Yo soy la máquina» (3:04)
9. «Olas» (3:38)
10. «¡Corre, corre, corre!» (2:48)

## Músicos
- Skay Beilinson - Voz y guitarra.
- Claudio Quartero - Bajo.
- Joaquín Rosson - Segunda guitarra.
- Leandro Sánchez - Batería.